# Маттигхофен
Маттигхофен (нем. Mattighofen) — город  в Австрии, в федеральной земле Верхняя Австрия.
Входит в состав округа Браунау-ам-Инн.  Население составляет 5357 человек (на 31 декабря 2005 года). Занимает площадь 5 км². Официальный код  —  40421.

## Политическая ситуация
Бургомистр коммуны — Фридрих Шварценхофер (СДПА) по результатам выборов 2003 года.
Совет представителей коммуны (нем. Gemeinderat) состоит из 31 места.
- СДПА занимает 19 мест.
- АНП занимает 7 мест.
- АПС занимает 3 места.
- Партия AUM занимает 2 места.

## Интересные факты
В Маттигхофене находится штаб-квартира компании KTM, мотоциклы которой становились многократными победителями ралли Дакар.